# Ким Чон А
Ким Чон А (кор. 김정아; род. 2 августа 1983 года, более известная мононимно как Чона) — южнокорейская певица. Наиболее популярна как бывшая участница гёрл-группы After School (2009—2016).

## Жизнь и карьера

### 1983—2008: Ранние годы и образование

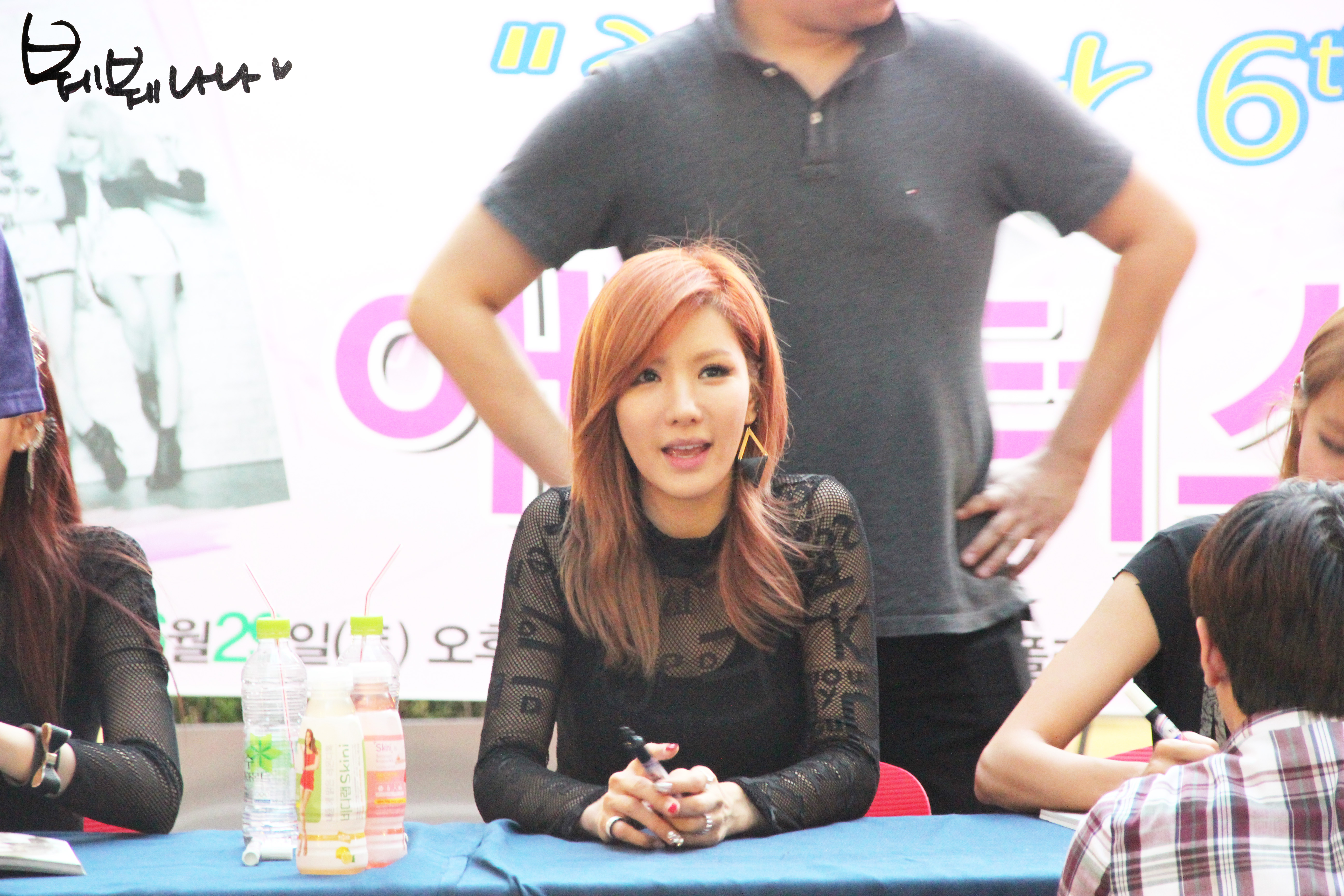
Чона на фансайне After School, июнь 2013 года

Чона родилась 2 августа 1983 года в Инчхоне, Южная Корея. Училась в колледже Кёнмин.

### 2009—16: Дебют в After School и участие в телевизионных шоу
Впервые Чона выступила перед публикой в составе тогда ещё не дебютировавших After School в декабре 2008 года Официальный дебют состоялся в январе 2009 года. В июле 2012 года девушка становится новым лидером коллектива из-за выпуска Кахи. В сентябре того же года получила одну из ролей в дораме «Бесшабашная семья 2».
16 апреля 2015 состоялся релиз сингла «Between the Two of Us», записанного при участии Хан Дон Гуна.

### 2016—настоящее время: Уход из After School и сольная карьера
28 января 2016 года контракт Чоны с Pledis Entertainment истёк, и девушка официально покинула группу. 25 мая Чона анонсировала свой сольный дебют с новым альбомом, выход которого состоялся в июне.

## Личная жизнь
25 марта 2013 года появились совместные фотографии Чоны и Оню из SHINee и было объявлено, что пара встречается уже больше года. В прошлом Оню говорил, что Чона была типом его «идеальной девушки». Представители обеих сторон заявили, что исполнители просто «близкие друзья». Вскоре была обнаружена переписка Чоны и Оню в Твиттере, где Чона написала, что «влюбилась», однако все сообщения были удалены после возникновения слухов.
В середине 2015 года появились слухи об отношениях Чоны с баскетболистом Чон Чан Ёном, и агентство подтвердило эту информацию после раннего опровержения, установив, что пара действительно встречалась какое-то время в прошлом. Пара поженилась 28 апреля 2018 года, до свадьбы они встречались около года. В апреле 2019 года Чона объявила о своей беременности.

## Дискография

### Синглы
| Название                                            | Год  | Пиковая позиция в чартах | Продажи                        | Альбом             |
| Название                                            | Год  | KOR                      | Продажи                        | Альбом             |
| --------------------------------------------------- | ---- | ------------------------ | ------------------------------ | ------------------ |
| «Between the Two of Us» (совместно с Хан Дон Гуном) | 2015 | —                        | Республика Корея (Цифровые): — | Не сингл с альбома |
| «Spring Summer (S.S)» (совместно с J-STAR)          | 2016 | —                        | Республика Корея (Цифровые): — | Не сингл с альбома |

## Фильмография
| Год  |   | Русское название    | Оригинальное название | Роль              |
| ---- | - | ------------------- | --------------------- | ----------------- |
| 2012 | с | Бесшабашная семья 2 | Reckless Family 2     | В роли самой себя |